# 민주당 (룩셈부르크)
민주당(룩셈부르크어: Demokratesch Partei, 프랑스어: Parti Démocratique, 독일어: Demokratische Partei)은 룩셈부르크의 자유주의, 중도우파 정당이다.
1955년에 설립되었으며 중산층을 지지 기반으로 한다. 민주당 출신의 주요 정치인으로는 가스통 토른, 그자비에 베텔 등이 있다.